# Георги II Страцимирович Балшич
Георги II Страцимирович Балшич (на сръбски: Ђурађ II Страцимировић Балшић), известен и като Джурадж, е владетел на Зета в периода 1385—1403 г.
Син е на сръбския аристократ Страцимир Балшич, а по майчина линия е роднина на владетелския род Мърнявчевичи.
Когато на 18 септември 1385 г. в битка с османците загива неговият чичо Балша II, който не оставя синове, Георги като най-голям от племенниците му наследява владенията на рода Балшичи - главно около Шкодра. Останалите земи на Балша II в южната част на днешна Албания остават за вдовицата на чичо му Ксения Иванина Комнина и за неговата дъщеря Ружица Балшич.
За своя столица Георги Балшич избира град Улцин. За да противостои на османската заплаха Георги се присъединява към съюза на Лазар Хребелянович и Вук Бранкович. Около 1386 г. сключва брак с Елена (дъщеря на княз Лазар), от която имал син Балша III.
Едновременно с това обаче той встъпва във васални отношения с османците, тъй като в съюз с тях 2 пъти напада Босна - в 1386 и в 1388 г., но претърпява поражение от крал Твръдко I.
Георги Балшич не участва и в Косовската битка на 15 юни 1389 г. независимо от родството му с княз Лазар и Вук Бранкович. Според легенда той изпраща войската си, но тя закъснява с 3 дни и не успява да участва в боя.
През 1392 г. османските войски превземат владенията на Вук Бранкович, с което достигат границите на княжество Зета. Георги Балшич започнва преговори с османците, но те поставят условие да им отстъпи половината от територията на Зета заедно със столицата си Улцин и договор не е подписан. През същата 1392 г. в битка с османците е пленен и срещу свободата си се принуждава да им отстъпи Шкодра, както и да им изплаща ежегоден данък.
През ноември 1402 г. Георги Балшич участва в битката при Триполие, където е ранен и от получените рани през април 1403 г. почива. Погребан е в църквата „Св. Екатерина“ в Улцин. Наследява го синът му Балша III.